# Леклер де Жюинье, Антуан Элеонор Леон
Антуан Элеонор Леон Леклер де Жюинье де Нёшель (2 ноября 1728, Париж − 19 марта 1811, Париж) — французский католический религиозный деятель, архиепископ Парижский в годы Великой французской революции.

## Биография
Из аристократической семьи, происходившей из дворянства графства Мэн. Сын полковника, командира Орлеанского полка, убитого в 1734 году в битве при Гвасталле. Младший брат маркиза Жака Габриэля Луи Леклера де Жюинье (1827—1807), посла Франции в России (1775—1777). Будущий архиепископ обучался в Париже, где изучал гуманитарные науки и философию в Наваррском коллеже, а теологию — в семинарии при церкви Сен-Никола-дю-Шардонне. По окончании обучения, его дядя по матери, Арман Безон, епископ Каркассона, взял молодого священника к себе викарием.
В 1763 году Леклер де Жюинье стал епископом Шалона. Новый епископ восстановил в епархии семинарию, заботился о качестве преподавания. Когда в городе Сен-Дизье вспыхнул большой пожар, епископ лично активно участвовал в его тушении. После этого при его покровительстве в епархии было открыто одно из первых обществ страхования от пожаров.

## Архиепископ Парижский
Когда в 1781 году стала вакантной кафедра парижского архиепископа, Людовик XVI предпочёл многим конкурентам Леклера де Жюинье, сказав, что «Архиепископ Парижский, должен, по крайней мере, верить в бога».
На новой должности архиепископ так щедро занимался благотворительностью, что не только тратил на эти цели большую часть средств епархии, но ещё и добавлял своих личных денег, из-за чего в результате увяз в долгах. В 1789 году он был избран в Генеральные штаты, где занял умеренную, но прогрессивную позицию. Архиепископ, в частности, призвал отказаться от церковной десятины.

## Эмиграция
Однако радикальность протеста стремительно росла. 24 июня 1789 года экипаж епископа атаковала и забросала камнями толпа народа, требовавшего более решительных мер. Опасаясь дальнейшего развития событий, епископ с разрешения короля покинул Францию. Место архиепископа Парижского вместо него занял Жан-Батист Гобель, известный своим радикальным атеизмом. Однако Папа Римский не признал новых «революционных» епископов, поэтому официально (с точки зрения церкви) Леклер де Жюинье продолжил числиться архиепископом Парижским, фактически проживая в Шамбери (Савойя, в те годы за пределами границ Франции), а после начала наступления революционных армий — в Констанце на Боденском озере.
В Констанце вокруг Леклера де Жюинье собралось несколько эмигрировавших епископов и множество священников, он даже сумел организовать там семинарию, деньги на которую собрал, распродав собственное ценное имущество и запросив пожертвования у европейских монархов. В 1799 году из-за новых успехов французской армии Леклер и его сторонники из Констанца были вынуждены переехать в Трир.

## Возвращение и жизнь приПервой империи
В том же году к власти во Франции пришёл генерал Наполеон Бонапарт, который, стремясь примирить революционеров и церковь, заключил в 1801 году конкордат с Ватиканом. Тогда же была объявлена амнистия эмигрантам. В 1802 году Леклер де Жюинье вернулся во Францию. Однако архиепископом Парижским Наполеон предпочёл назначить Беллуа-Морангля, весьма энергичного несмотря на свой 90-летний возраст человека, много способствовавшего заключению конкордата, и на этот раз Папа Римский официально утвердил эти перемены.
Леклер де Жюинье удалился в частную жизнь (он имел братьев с многочисленным потомством), но, тем не менее, выстроил доброжелательные отношения с Беллуа-Моранглем. Многие парижане также относились к нему с почтением. В 1808 году Наполеон сделал Леклера каноником Сен-Дени и дал титул графа империи.
В 1811 году архиепископ скончался, и был похоронен в соборе Нотр-Дам-де-Пари.